# Gagea durieui
Gagea durieui là một loài thực vật có hoa trong họ Liliaceae. Loài này được Parl. ex Batt. & Trab. miêu tả khoa học đầu tiên năm 1895.